# Christophe Ernest de Baillet
Christophe Ernest, comte de Baillet, seigneur de Reckingen, de Strassen et de Munischbach, est un magistrat des Pays-Bas méridionaux, né le 1er septembre 1668 à Latour et mort en 2 juin 1732 à Bruxelles.

## Biographie
Christophe Ernest de Baillet est le fils de Maximilien Antoine de Baillet, seigneur de Latour, et d'Anne Marie Coenen. Il est le beau-père du baron Christophe d'Arnoult.
En 1669, il est nommé par le roi Charles II au Conseil de Luxembourg, la plus haute cour du duché de Luxembourg. Par la suite, en 1704, il devint membre du Grand conseil des Pays-Bas à Malines, dont il y devient procureur général (1706) puis président (1716).
Après la récupération des Conseils collatéraux, il devient membre du Conseil d'État en 1718 et chef-président du Conseil privé en 1721.
Pour ses mérites, notamment pour réprimer habilement au péril de sa vie l'émeute de 1718 avec modération et fermeté, l'empereur Charles VI le créé comte héréditaire en 1719.

## Source
- « Baillet (Christophe Ernest de) », Biographie nationale de Belgique,  Académie royale de Belgique